# Résidence exécutive
 (avril 2025).

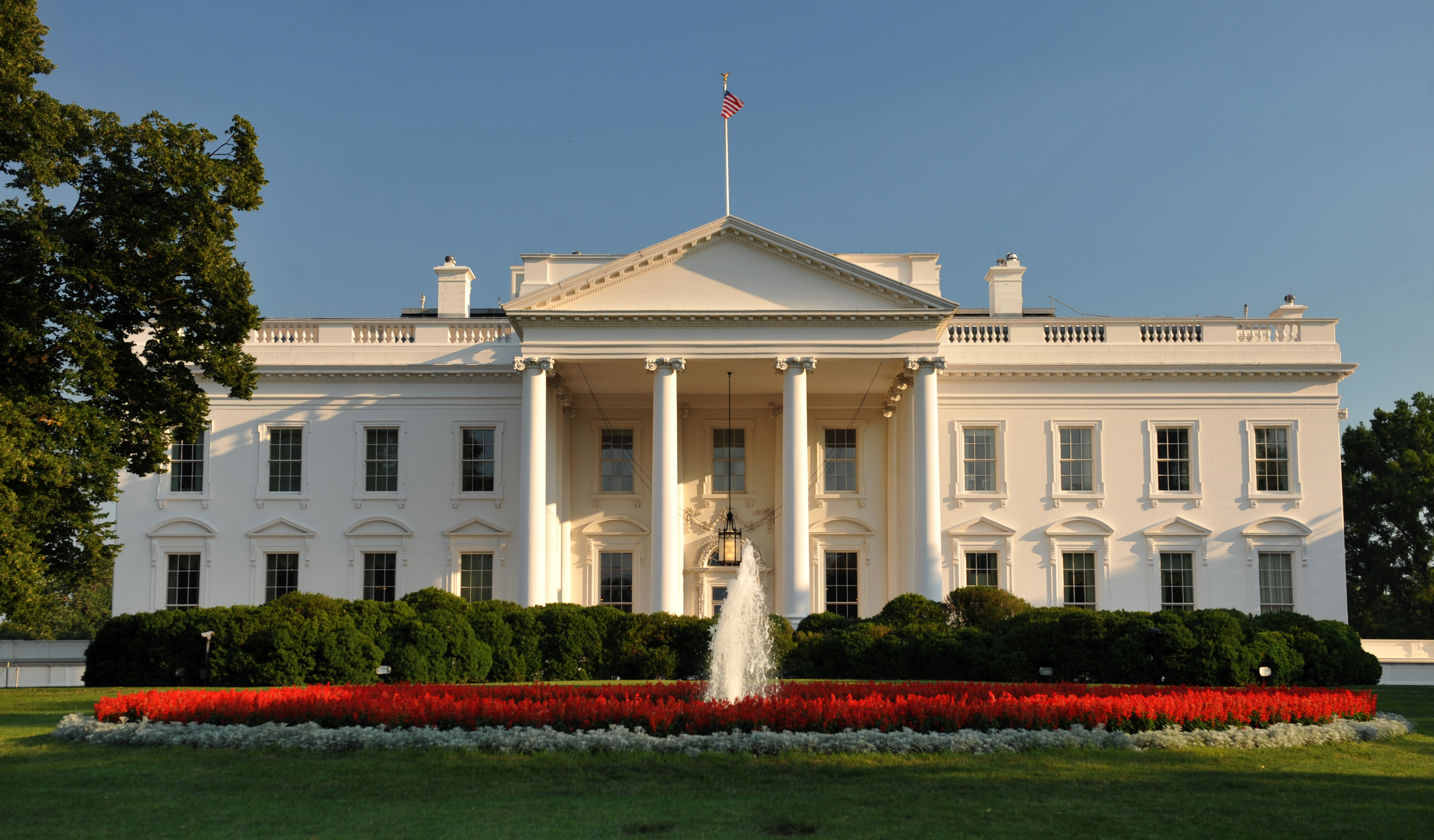
Façade nord de la résidence exécutive de la Maison Blanche.

Rez-de-chaussée de la Maison Blanche montrant l'emplacement des pièces principales.

Étage d'apparat de la Maison Blanche montrant l'emplacement des principales pièces.

Deuxième étage de la Maison Blanche montrant l'emplacement des pièces principales.

La résidence exécutive est le bâtiment principal du complexe de la Maison Blanche situé entre l'aile est et l'aile Ouest. C'est la partie la plus emblématique du complexe, représentant la véritable « maison » de la Maison Blanche. Construite entre 1792 et 1800, elle sert de résidence du président des États-Unis et la première famille. La résidence exécutive est répartie sur quatre étages : le rez-de-chaussée, l'étage d'État, le deuxième étage et le troisième étage. Un sous-sol avec mezzanine, ajouté lors de la reconstruction de Truman de 1948 à 1952, abrite les systèmes de chauffage, de ventilation et de climatisation ainsi que des zones de stockage et de service.